# Marek Durlik
Marek Ryszard Durlik (ur. 24 sierpnia 1955 w Skarżysku-Kamiennej) – polski chirurg i transplantolog, profesor nauk medycznych.

## Życiorys
W 1980 ukończył studia medyczne na I Wydziale Lekarskim Akademii Medycznej w Warszawie. Stopień naukowy doktora uzyskał w 1987. Habilitował się w 2004 w Instytucie Medycyny Doświadczalnej i Klinicznej im. Mirosława Mossakowskiego PAN w oparciu o rozprawę zatytułowaną Biologiczne aspekty przeszczepiania kończyny – kolonizacja ustroju biorcy przez przeszczepione komórki szpiku i jej efekty. Jako naukowiec związany z tą jednostką, doszedł do stanowiska profesora nadzwyczajnego. W 2005 objął stanowisko kierownika Zakładu Badawczo-Leczniczego Chirurgii Transplantacyjnej w instytucie.
Uzyskał specjalizacje z chirurgii ogólnej (I i II stopnia), z transplantologii klinicznej (II stopnia) i z chirurgii onkologicznej (II stopnia). W 2024 otrzymał tytuł profesora nauk medycznych.
Pracę zawodową zaczynał w Klinice Chirurgii Ogólnej Centrum Medycznego Kształcenia Podyplomowego, następnie przeszedł do Kliniki Chirurgii Plastycznej CMKP. Od 1991 związany z Centralnym Szpitalem Klinicznym MSW. W 2005 został kierownikiem kliniki Chirurgii Gastroenterologicznej i Transplantologii. W 1998 objął funkcję dyrektora CSK, zrezygnował z niej w 2007. W 2010 powrócił na tę funkcję po wygranym konkursie, pełnił ją do 2017.
Odznaczony m.in. Złotym Krzyżem Zasługi (2004).
Jego żona Magdalena Durlik również została lekarzem.